# 米尔扎·忠巴
米尔扎·忠巴（1977年2月28日—），克罗地亚男子手球运动员。他曾代表克罗地亚国家队参加2004年和2008年夏季奥林匹克运动会手球比赛，获得一枚金牌。